# Officier G2
Un officier G2 est, dans la nomenclature de l'OTAN, l'officier responsable du renseignement dans un état-major. 
Par extension, le bureau de renseignement militaire d'un quartier général OTAN est appelé le bureau G2. Ce bureau est à même de mener les quatre opérations du cycle du renseignement (direction, recueil, traitement et diffusion), la planification et la direction de la sécurité militaire ainsi que d’autres activités entreprises en temps de paix telles qu'études, entraînements et exercices,. Dans l'armée française, cette mission était remplie par le Deuxième Bureau jusqu'à la Seconde Guerre mondiale.